# Щерба, Григорий Никифорович
Григорий Никифорович Щерба (30 ноября 1914, Проскуров, Подольская губерния — 12 декабря 2001, Алма-Ата) — советский учёный-геолог рудных месторождений, доктор геолого-минералогических наук, профессор, академик АН Казахской ССР (1972).

## Биография
Родился в селе Книжковцы Каменец-Подольской губернии (Хмельницкая область).
Окончил семилетнюю школу в посёлке Каменка Молдавской АССР. С 16-летнего возраста работал геологом-коллектором в Казахстане.
Окончил Казахский горно-металлургический институт по специальности инженер-геологоразведчик (1937). Работал геологом на руднике Чердояк (Восточно-Казахстанская область), начальником поисково-разведочных партий на Калбе и в Южном Алтае.
Инженер, старший инженер, главный инженер треста «Казцветметразведка» (1942—1948).
С 1948 года — в Институте геологических наук АН КазССР: старший научный сотрудник (1948—1956), заместитель директора (1956—1958), заведующий сектором (1958—1960), заведующий лабораторией (1960—1987), главный научный сотрудник с 1987.
Доктор геолого-минералогических наук (1952), профессор, академик АН Казахской ССР (1972).
Заслуженный деятель науки Казахской ССР (1963), лауреат Ленинской премии (1958), Государственной премии Казахской ССР (1972), Государственной премии СССР (1985).
Скончался 12 декабря 2001 года, похоронен на кладбище на проспекте Рыскулова.

## Награды и премии
- орден Трудового Красного Знамени (1984),
- орден «Знак Почета» (1967),
- медаль «За доблестный труд в Великой Отечественной войне 1941—1945 гг.»,
- медаль «За освоение целинных земель» (1956),
- медаль «Ветеран труда» (1976).

## Публикации
Автор более 200 статей и монографий, среди них:
- Формирование редкометалльных месторождений Центрального Казахстана. Алма-Ата, 1960.
- Геология и металлогения Успенской тектонической зоны. В 6 томах. Алма-Ата, 1969. (соавтор).
- Геотектоногены и рудные пояса. Алма-Ата, 1970.
- Колонна преобразования земной коры. — Алма-Ата: Наука, 1975.
- Жарма-Саурский геотектоноген. — Алма-Ата: Наука, 1976.
- Очерки металлогении Казахстана. Алма-Ата, 1981.
- Металлогения Рудного Алтая и Калбы. Алма-Ата, 1984. (соавтор)